# Lưu Tử Nghiên
Lưu Tử Nghiên (tiếng Trung: 刘梓妍, tiếng Anh: Candy Liu Zi-Yan; sinh ngày 27 tháng 3 năm 1983) là một nữ diễn viên và người mẫu người Trung Quốc.
Cô chính thức gia nhập giới giải trí vào năm 2006 và quay bộ phim đầu tay là Vịnh Xuân quyền 2007. Năm 2015 cô hợp tác cùng nam tài tử Hồng Kông - Cổ Thiên Lạc trong phim Kỳ nghỉ ở Paris (phim 2015) sau đó cô tạm dừng sự nghiệp diễn xuất và không còn thấy xuất hiện trước màn ảnh.

## Phim và Chương trình truyền hình

### Truyền hình
2007:
- Vịnh Xuân quyền (phim truyền hình)[1] - vai: Tiểu Màn Thầu[2]
- Hoàng hà na đạo loan - vai: Lý Hiểu Lan

2008:
- Khả liên thiên hạ phụ mẫu tâm - vai: Sức Phương Văn

2010:
- Bản sắc nam nhi - vai: Trần Hoa Thanh

2011:
- Ánh dương thiên sứ - vai: An Kỳ La

2012:
- Thân biên đích hạnh phúc - vai: Diệp Băng

2013:
- Cân quắc đại tướng quân - vai: Hoa Ngọc Hà

2014:
- Đào chi luyến - vai: Sức Lâm Đỉnh Nguyệt / Lục Hiểu Đồng

### Điện ảnh
2007:
- Bản sắc anh hùng - vai: Trần Hoa Thanh

2009:
- Phong Vân: Hùng bá thiên hạ (phim 2009) - vai: Sức Công chúa

2015:
- Kỳ nghỉ ở Paris (phim 2015) - vai: Triệu Vũ Tình

## Nhạc phim
2007:
- Đã yêu rồi (愛上了) - OST Vịnh Xuân quyền (phim truyền hình)